# سباستيان سيمونيه
سباستيان سيمونيه (بالإسبانية: Sebastián Simonet) مواليد 12 مايو 1986 في بوينس آيرس، الأرجنتين، هو لاعب كرة يد أرجنتيني يلعب كوسط مدافع. يلعب حاليا مع أديمار ليون. مثل منتخب الأرجنتين لكرة اليد. شارك في دورة الألعاب الأولمبية الصيفية سنة 2012. حقق المركز الأول في دورة الألعاب الأمريكية 2011.

## سجل المنافسة
شارك في البطولات التالية:
- بطولة العالم لكرة اليد للرجال 2015
- الألعاب الأولمبية الصيفية 2012
- الألعاب الأولمبية الصيفية 2016

## الميداليات
| الميدالية | المسابقة                    |
| --------- | --------------------------- |
| ذهبية     | دورة الألعاب الأمريكية 2011 |
| فضية      | دورة الألعاب الأمريكية 2015 |

## روابط خارجية
- سباستيان سيمونيه على موقع الاتحاد الدولي لكرة اليد (الإنجليزية)
- سباستيان سيمونيه على موقع الاتحاد الأوروبي لكرة اليد (الإنجليزية)
- سباستيان سيمونيه على موقع الاتحاد الفرنسي لكرة اليد (الفرنسية)
- سباستيان سيمونيه على موقع اللجنة الأولمبية الدولية (الإنجليزية)
- سباستيان سيمونيه على موقع أوليمبيديا (الإنجليزية)
- سباستيان سيمونيه على موقع اللجنة الأولمبية الأرجنتينية (الإسبانية)